# Karl Rove
Karl Rove, né le 25 décembre 1950 à Denver (Colorado), est un consultant politique américain. Il est, de 1993 à 2007, le principal conseiller et stratège politique du gouverneur du Texas puis du président des États-Unis, George W. Bush. Il occupe, de 2001 à 2006, le poste de chef de cabinet adjoint de la Maison-Blanche.
En 2008, il devient analyste politique et contributeur régulier à la chaîne d'information câblée Fox News, au magazine Newsweek et au quotidien The Wall Street Journal.

## Biographie

### Origines, études et formation politique
Karl Rove est né dans une famille ouvrière de l'Ouest du pays, son père étant prospecteur de minerai et sa mère tenant le foyer ; il a quatre frères et sœurs. Sa mère se suicide au début des années 1980. Après un passage à Las Vegas, il passe sa jeunesse à Salt Lake City. Karl Rove fréquente six universités mais ne décroche aucun diplôme. Il rejoint le Parti républicain.
À vingt ans, en 1970, envoyé par le Parti républicain dans l'Illinois pour participer à la campagne électorale du trésorier de l'Illinois, il s'introduit dans les bureaux du candidat démocrate Alan Dixon en se présentant comme un partisan et dérobe du papier à en-tête. Il en fait des invitations promettant « de la bière gratuite » et « des filles » lors d'une réception organisée quelques jours plus tard, et les distribue aux marginaux et clochards. En 1999, Il déclare lors d'un interview au Washington Post que « c'était une blague de jeune à l'âge de 19 ans et je le regrette ».
En 1973, à 22 ans, Karl Rove mène avec succès sa première campagne électorale et devient président des étudiants républicains. C'est l'unique campagne qu'il fera en son nom. À l'époque, George Bush père, qui dirige alors le comité national du Parti républicain, le soutient. Il fait aussi la connaissance du jeune et ambitieux Lee Atwater, qui sera considéré comme son mentor en stratégie électorale.

### Engagement pour George Bush père et fils

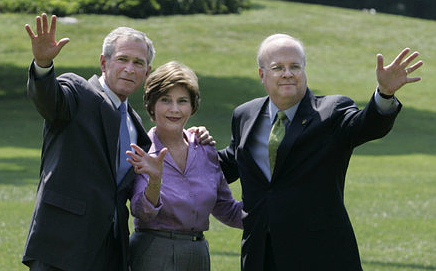
Karl Rove (à droite), avec le président George Bush et son épouse, Laura Bush, le 13 août 2007, après avoir annoncé sa démission.

En 1980, George Bush père se présente aux primaires républicaines pour la candidature à l'élection présidentielle. Karl Rove est le premier collaborateur recruté par Bush.
En 1981, il crée une entreprise de collecte de fonds par courrier basée à Austin et se marie à une riche héritière qu'il quittera trois ans plus tard.
En 1993, George W. Bush, fils de l'ancien président, fait appel à lui pour les élections au poste de gouverneur du Texas l'année suivante. Il mène alors une campagne contre Ann Richards, la gouverneure démocrate sortante, reprenant les méthodes de son ami et mentor, le défunt Lee Atwater, qui avait été le brillant et machiavélique directeur de campagne de George H. W. Bush en 1988. Dans un État réputé pour son conservatisme, il fait notamment courir une rumeur selon laquelle Ann Richards serait lesbienne, contribuant à la victoire électorale du candidat républicain. Après cette dernière, Karl Rove devient son principal conseiller politique, gagnant le surnom de « cerveau de Bush » (Bush brain).
En 2001, Karl Rove devient  chef de cabinet adjoint de la Maison-Blanche et l'un des conseillers politiques les plus écoutés de George W. Bush. Dès cette date, M. Rove commence à travailler à la campagne de 2004, il est ainsi à l'origine de la hausse des taxes sur les importations d'acier et de la loi sur les subventions agricoles. Il est aussi un architecte de la réélection du président.
Karl Rove quitte la Maison-Blanche le 19 avril 2006, le même jour que le porte-parole de la Maison-Blanche, Scott McClellan, dans le cadre d'un « remaniement » de l'équipe présidentielle à l'approche des élections parlementaires. Il est remplacé par Joel Kaplan, ancien directeur du budget à la Maison-Blanche. Karl Rove devant se consacrer à l'« aspect stratégique des choses », à l'approche des élections parlementaires de novembre 2006 (élections de mi-mandat, mid-term elections).
En date du 13 août 2007, il annonce sa démission de conseiller auprès de George W. Bush pour la fin du mois d'août.

### Depuis 2007
En 2008, il devient analyste politique et contributeur régulier à la chaîne d'information câblée Fox News, au magazine Newsweek et au quotidien The Wall Street Journal.
Alors que durant la campagne présidentielle de 2008, Karl Rove est considéré comme « pestiféré », le candidat républicain John McCain refusant de se montrer avec lui, il revient dans le jeu politique lors des élections de mi-mandat de 2010 mais surtout lors de celle de 2012, où il soutient Mitt Romney, notamment en lui amenant d'importants soutiens financiers, la Cour suprême ayant avant le scrutin permis de libérer les vannes du financement des campagnes électorales.
Toujours stratège du Parti républicain, il est à la tête d'American Crossroads, le plus puissant Super PAC (comité de soutien financier) du camp conservateur. Convaincu que son parti ne pourra gagner si la frange la plus extrême a l'avantage (notamment le Tea Party), il pense qu'il faut rassembler au centre et de ce fait promeut pour les élections intermédiaires les candidats les moins idéologiques. Il fait partie de l'aile pro-business du Parti républicain, militant pour les baisses d'impôt et désireux de séduire le vote latino.
Lors de la campagne présidentielle de 2024, il se désolidarise de Donald Trump, lui reprochant notamment son soutien envers les insurrectionnistes de l'attaque du Capitole.

## Affaire Plame
En 2004, le nom d'une agent de la CIA, Valerie Plame, est révélé à la presse par un informateur, afin de se venger de son mari, l'ancien ambassadeur démocrate Joseph C. Wilson, qui avait contesté les raisons données par George W. Bush pour la guerre d'Irak.
La révélation de l'identité d'agents de la CIA étant un crime fédéral, les journalistes liés à cette révélation sont sous le coup de la justice américaine. Judith Miller du New York Times doit séjourner en prison, refusant de divulguer sa source Lewis Libby, proche conseiller de Dick Cheney.
Karl Rove et Lewis Libby, le chef de cabinet du vice-président Dick Cheney, sont soupçonnés d'être les deux sources de la « fuite ». En septembre et octobre 2005, Karl Rove témoigna à quatre reprises devant un « grand jury » fédéral. Après des mois de suspicion, en juin 2006, il est définitivement mis à l'abri de toutes poursuites judiciaires par le procureur spécial, après que celui-ci eut constaté n'avoir pu assembler assez d'éléments pour retenir la moindre charge contre lui.

## Portrait
Karl Rove a conseillé d'autres républicains. Le gouverneur de Californie Arnold Schwarzenegger l'a souvent consulté.
Les opposants à George W. Bush le surnomment « son cerveau ». Ce dernier le surnomme « fleur de fumier » ou « petit génie ».
Il a nommé son fils Madison en référence au président des États-Unis James Madison.
Divorcé, il s'est remarié avec une lobbyiste.

## Dans la fiction
- Dans la série télévisée Bush Président (2001), son rôle est joué par Kurt Fuller.
- Dans l'épisode Stan le diacre (« Deacon Stan, Jesus Man ») de la série télévisée animée American Dad!, il aide Stan à devenir diacre à la place de son voisin. Dans tout l'épisode, il porte une robe à la manière de l'empereur Palpatine et emprunte au stéréotype du vampire ou du diable. Il disparaît sous forme de chauve-souris et autour de lui tout le monde a froid. Grâce à son aide Stan arrive à manipuler le public et à gagner l'élection.
- Dans le générique de l'épisode 4 de la saison 24 des Simpsons, Bart écrit au tableau « I will not concede the election till Karl Rove gives me permission ».
- Dans le film W. : L'Improbable Président (2008) d'Oliver Stone, son rôle est joué par Toby Jones.
- Dans le film Vice (2018) d'Adam McKay, son rôle est joué par Joseph Beck.

## Annexe

### Référence
1. ↑  Divorcé des deux.
2. ↑  (en) Dan Balz, « Karl Rove - The Strategist », The Washington Post,‎ 23 juillet 1999 (lire en ligne)
3. ↑  (en) Craig Unger (en), The Fall of the House of Bush : The Untold Story of How a Band of True Believers Seized the Executive Branch, Started the Iraq War, and Still Imperils America's Future, New York, Scribner, 2007, 437 p. (ISBN 978-0-7432-8075-4 et 0-7432-8075-X, OCLC 173748598, lire en ligne), chap. 8 (« First Son »), p. 130
4. 1 2 3 4  Corine Lesnes, « Karl Rove, le retour du "Machiavel républicain" », Le Monde, dimanche 26 / lundi 27 août 2012, page 8.
5. ↑  (en) « Karl Rove to Resign At the End of August », The Wall Street Journal, 13 août 2007.
6. ↑  Laure Mandeville, « Karl Rove, le stratège de la droite contre les Tea Party », Le Figaro, samedi 11 / dimanche 12 janvier 2014, page 7.
7. ↑  (en) « TOP GOP Operative TURNS AGAINST Trump with FIGHTING WORDS », sur MSNBC
8. ↑  « Karl Rove se met au service de Mitt Romney », Le Figaro, 26 juillet 2012.

### Livres
- (en) James Moore, Wayne Slater, Bush's Brain: How Karl Rove Made George W. Bush Presidential, John Wiley & Sons, décembre 2003, 395 pages,  (ISBN 0471471402).
- (en) Carl M. Cannon, Boy Genius: Karl Rove, The Architect Of George W. Bush's Remarkable Political Triumphs, Public Affairs Press (NY), mars 2005, 381 pages,  (ISBN 1586483366).